# 世界少女名作シリーズ
世界少女名作シリーズ（せかいしょうじょめいさくシリーズ）は、1958年から1962年にかけて偕成社より刊行された少女小説の叢書。
A5判、紙カバー付きハードカバー。全40巻。

## 一覧
1. 『夢のバレリーナ』（マルバーン (Gladys Malvern) 、谷村まち子編著、西村保史郎絵）
2. 『さすらいの少女』（ディケンズ、新川和江編著、遠藤てるよ, 武部本一郎絵）
3. 『母のおもかげ』（サンド、山主敏子編著、西村保史郎絵）
4. 『家なき少女』（H・マロ、徳永寿美子訳）
5. 『サーカスの少女』（アボット (Jane Abbott) 、岸なみ編著、遠藤てるよ, 岡野謙二絵）
6. 『バレエ物語 : バレエ名作』（伊藤佐喜雄編著、遠藤てるよ, 西村保史郎絵）
7. 『悲しみの王妃』（ツワイク、大庭さち子編著、遠藤てるよ, 辰巳まさ江絵）
8. 『赤毛のアン』（モンゴメリー、村岡花子編著、白井哲, 矢車涼絵）
9. 『天使の花かご』（シュミット (Christoph von Schmid) 、谷村まち子編著、遠藤てるよ, 辰巳まさ江絵） 1959
10. 『足ながおじさん』（ウェブスター、三木澄子編著、遠藤てるよ, 辰巳まさ江絵） 1959
11. 『リラの花さく家』（オルコット、山主敏子編著、遠藤てるよ, 矢車涼絵）
12. 『ひみつの花園』（バーネット、新川和江編著、辰巳まさえ絵）
13. 『クリスマスの天使』（ウィギン、谷村まち子編著、遠藤てるよ, 若菜珪絵）
14. 『母のつばさ』（ウィギン、山本藤枝編著、遠藤てるよ, 西村保史郎絵）
15. 『若草物語』（オルコット、伊藤佐喜雄編著、遠藤てるよ絵）
16. 『金髪のマーガレット』（E・ポーター、谷村まち子編著、遠藤てるよ, 田村耕介絵）
17. 『あらしの中の兄妹』（エッシェンバッハ (Marie von Ebner-Eschenbach) 、二反長半編著、遠藤てるよ, 斎藤寿夫絵）
18. 『少女パレアナ（英語版）』（E・ポーター、村岡花子編著、遠藤てるよ, 斎藤寿夫絵）
19. 『少女ナンシーの冒険』（キーン (Carolyn Keene) 、諏訪晃代編著、白井哲, 高木清絵）
20. 『孤児マリー』（オードー、岡上鈴江編著、遠藤てるよ, 山中冬児, 武部本一郎絵）
21. 『夢みる天使』（オードー、岡上鈴江編著、下高原千歳絵）
22. 『母のいのり』（プローティー、山本藤枝編著、遠藤てるよ, 山中冬児絵）
23. 『アルプスの白ゆり』（スピリ、白木茂編著、遠藤てるよ, 石田武雄絵）
24. 『美しいポリー』（オルコット、富沢有為男編著、遠藤てるよ, 石田武雄絵）
25. 『エレン物語』（ウェザレル (Susan Warner) 、伊藤佐喜雄編著、遠藤てるよ, 原新一絵）
26. 『アルプスの少女』（スピリ、伊藤佐喜雄編著、岩崎ちひろ絵）
27. 『銀のスケート靴』（ドッジ (Mary Mapes Dodge) 、野田開作編著、山内秀一絵）
28. 『ジプシーの少女』（シュティフター、山室静編著、遠藤てるよ, 斎藤寿夫絵）
29. 『黒い眼のレベッカ』（ウィギン、谷村まち子編著、西村保史郎絵）
30. 『少女のいのり』（G・ポーター、山本藤枝編著、田村耕介絵）
31. 『オーケストラの少女』（クラーリイ、大庭さち子編著、石田武雄絵）
32. 『あらしの白ばと』（メストル、野田開作編著、遠藤てるよ, 武部本一郎絵）
33. 『ケティー物語』（クーリッジ、三木澄子編著、遠藤てるよ, いわさき・ちひろ絵）
34. 『愛のバイオリン』（マルドリュース (Lucie Delarue-Mardrus) 、山主敏子編著、遠藤てるよ絵）
35. 『八人のいとこ』（オルコット、三木澄子編著、遠藤てるよ, 田村耕介絵）
36. 『長くつ下のピッピ』（リンドグレーン、塩谷太郎編著）
37. 『椿姫』（デュマ、岡上鈴江編著）
38. 『君よ知るや南の国』（ゲーテ、三木澄子編著）
39. 『コルネリの幸福』（スピリ、富沢有為男編著、遠藤てるよ, 武部本一郎絵）
40. 『名作オペラ物語 : 世界歌劇名作』（立原えりか編著）